# Campeonato Europeo de Baloncesto Masculino de 1993
La XXVIII edición del Campeonato de Europa de baloncesto fue celebrado en la ciudad de Múnich (Alemania) en el verano de 1993 por un total de 16 selecciones nacionales.

## Grupos
| Grupo A              | Grupo B  | Grupo C | Grupo D   |
| -------------------- | -------- | ------- | --------- |
| Bosnia y Herzegovina | Bulgaria | Grecia  | Bélgica   |
| Rusia                | Francia  | Israel  | Estonia   |
| España               | Croacia  | Italia  | Alemania  |
| Suecia               | Turquía  | Letonia | Eslovenia |

## Primera fase

### Grupo A
| Equipo               | J | G | P | T+  | T-  | DT  | PTS |
| -------------------- | - | - | - | --- | --- | --- | --- |
| España               | 3 | 3 | 0 | 254 | 213 | +41 | 6   |
| Rusia                | 3 | 1 | 2 | 266 | 263 | +3  | 4   |
| Bosnia y Herzegovina | 3 | 1 | 2 | 255 | 264 | -9  | 4   |
| Suecia               | 3 | 1 | 2 | 218 | 253 | -35 | 4   |

| Fecha    | Partido              | Partido | Partido              | Resultado |
| -------- | -------------------- | ------- | -------------------- | --------- |
| 22.06.93 | Rusia                | -       | Bosnia y Herzegovina | 99-74     |
| 22.06.93 | España               | -       | Suecia               | 72-49     |
| 23.06.93 | Suecia               | -       | Rusia                | 100-92    |
| 23.06.93 | España               | -       | Bosnia y Herzegovina | 96-89     |
| 24.06.93 | Bosnia y Herzegovina | -       | Suecia               | 89-69     |
| 24.06.93 | España               | -       | Rusia                | 86-75     |

Todos los partidos se jugaron en Karlsruhe

### Grupo B
| Equipo   | J | G | P | T+  | T-  | DT  | PTS |
| -------- | - | - | - | --- | --- | --- | --- |
| Croacia  | 3 | 3 | 0 | 317 | 241 | +76 | 6   |
| Francia  | 3 | 2 | 1 | 255 | 229 | +26 | 5   |
| Turquía  | 3 | 1 | 2 | 296 | 252 | -56 | 4   |
| Bulgaria | 3 | 0 | 3 | 227 | 273 | -46 | 3   |

| Fecha    | Partido  | Partido | Partido  | Resultado |
| -------- | -------- | ------- | -------- | --------- |
| 22.06.93 | Bulgaria | -       | Croacia  | 83-104    |
| 22.06.93 | Francia  | -       | Turquía  | 69-55     |
| 23.06.93 | Francia  | -       | Croacia  | 95-100    |
| 23.06.93 | Turquía  | -       | Bulgaria | 78-70     |
| 24.06.93 | Francia  | -       | Bulgaria | 91-74     |
| 24.06.93 | Croacia  | -       | Turquía  | 113-63    |

Todos los partidos se jugaron en Berlín

### Grupo C
| Equipo  | J | G | P | T+  | T-  | DT  | PTS |
| ------- | - | - | - | --- | --- | --- | --- |
| Grecia  | 3 | 2 | 1 | 243 | 214 | +29 | 5   |
| Letonia | 3 | 2 | 1 | 243 | 244 | -1  | 5   |
| Italia  | 3 | 1 | 2 | 244 | 251 | -7  | 4   |
| Israel  | 3 | 1 | 2 | 246 | 267 | -21 | 4   |

| Fecha    | Partido | Partido | Partido | Resultado |
| -------- | ------- | ------- | ------- | --------- |
| 22.06.93 | Grecia  | -       | Letonia | 81-62     |
| 22.06.93 | Italia  | -       | Israel  | 92-83     |
| 23.06.93 | Israel  | -       | Grecia  | 79-74     |
| 23.06.93 | Italia  | -       | Letonia | 79-80     |
| 24.06.93 | Letonia | -       | Israel  | 101-84    |
| 24.06.93 | Italia  | -       | Grecia  | 73-88     |

Todos los partidos se jugaron en Karlsruhe

### Grupo D
| Equipo    | J | G | P | T+  | T-  | DT  | PTS |
| --------- | - | - | - | --- | --- | --- | --- |
| Estonia   | 3 | 2 | 1 | 255 | 261 | -6  | 5   |
| Alemania  | 3 | 2 | 1 | 275 | 234 | +41 | 5   |
| Bélgica   | 3 | 1 | 2 | 224 | 233 | -9  | 4   |
| Eslovenia | 3 | 1 | 2 | 198 | 224 | -26 | 4   |

| Fecha    | Partido   | Partido | Partido  | Resultado |
| -------- | --------- | ------- | -------- | --------- |
| 22.06.93 | Alemania  | -       | Estonia  | 103-113   |
| 22.06.93 | Eslovenia | -       | Bélgica  | 61-82     |
| 23.06.93 | Bélgica   | -       | Alemania | 64-93     |
| 23.06.93 | Eslovenia | -       | Estonia  | 80-63     |
| 24.06.93 | Eslovenia | -       | Alemania | 57-79     |
| 24.06.93 | Estonia   | -       | Bélgica  | 69-68     |

Todos los partidos se jugaron en Berlín

## Segunda fase

### Grupo I
| Equipo               | J | G | P | T+  | T-  | DT  | PTS |
| -------------------- | - | - | - | --- | --- | --- | --- |
| España               | 5 | 4 | 1 | 430 | 387 | +43 | 9   |
| Rusia                | 5 | 4 | 1 | 444 | 371 | +73 | 9   |
| Grecia               | 5 | 4 | 1 | 414 | 378 | +36 | 9   |
| Bosnia y Herzegovina | 5 | 1 | 4 | 424 | 468 | -44 | 6   |
| Italia               | 5 | 1 | 4 | 355 | 413 | -58 | 6   |
| Letonia              | 5 | 1 | 4 | 398 | 448 | -50 | 6   |

- Resultados

| Fecha    | Partido              | Partido | Partido              | Resultado |
| -------- | -------------------- | ------- | -------------------- | --------- |
| 26.06.93 | Italia               | -       | España               | 60-78     |
| 26.06.93 | Letonia              | -       | Rusia                | 72-91     |
| 26.06.93 | Grecia               | -       | Bosnia y Herzegovina | 102-84    |
| 27.06.93 | España               | -       | Letonia              | 95-87     |
| 27.06.93 | Bosnia y Herzegovina | -       | Italia               | 72-74     |
| 27.06.93 | Grecia               | -       | Rusia                | 67-84     |
| 28.06.93 | Letonia              | -       | Bosnia y Herzegovina | 97-102    |
| 28.06.93 | Rusia                | -       | Italia               | 95-69     |
| 28.06.93 | España               | -       | Grecia               | 75-76     |

Todos los partidos se jugaron en Karlsruhe

### Grupo II
| Equipo   | J | G | P | T+  | T-  | DT   | PTS |
| -------- | - | - | - | --- | --- | ---- | --- |
| Croacia  | 5 | 5 | 0 | 487 | 375 | +112 | 10  |
| Francia  | 5 | 4 | 1 | 384 | 337 | +47  | 9   |
| Estonia  | 5 | 3 | 2 | 410 | 426 | -16  | 8   |
| Alemania | 5 | 2 | 3 | 392 | 375 | +17  | 7   |
| Turquía  | 5 | 1 | 4 | 325 | 395 | -70  | 6   |
| Bélgica  | 5 | 0 | 5 | 340 | 430 | -90  | 5   |

- Resultados

| Fecha    | Partido  | Partido | Partido  | Resultado |
| -------- | -------- | ------- | -------- | --------- |
| 26.06.93 | Francia  | -       | Alemania | 64-56     |
| 26.06.93 | Estonia  | -       | Turquía  | 77-74     |
| 26.06.93 | Croacia  | -       | Bélgica  | 106-74    |
| 27.06.93 | Estonia  | -       | Francia  | 61-73     |
| 27.06.93 | Croacia  | -       | Alemania | 70-63     |
| 27.06.93 | Turquía  | -       | Bélgica  | 69-59     |
| 28.06.93 | Croacia  | -       | Estonia  | 98-80     |
| 28.06.93 | Francia  | -       | Bélgica  | 83-65     |
| 28.06.93 | Alemania | -       | Turquía  | 77-64     |

Todos los partidos se jugaron en Berlín

## Fase final
|  | Cuartos de final     | Cuartos de final |          |         | Semifinales            | Semifinales            |  |  | Final | Final |
|  |                      |                  |          |         |                        |                        |  |  |       |       |
|  |                      |                  |          |         |                        |                        |  |  |       |       |
|  |                      |                  |          |         |                        |                        |  |  |       |       |
|  | Francia              | 59               |          |         |                        |                        |  |  |       |       |
|  | Francia              | 59               |          |         |                        |                        |  |  |       |       |
|  | Grecia               | 61               |          |         |                        |                        |  |  |       |       |
|  | Grecia               | 61               | Grecia   | 73      |                        |                        |  |  |       |       |
|  |                      |                  | Grecia   | 73      |                        |                        |  |  |       |       |
|  |                      | Alemania         | 76       |         |                        |                        |  |  |       |       |
|  | España               | Alemania         | 76       | 77      |                        |                        |  |  |       |       |
|  | España               |                  |          | 77      |                        |                        |  |  |       |       |
|  | Alemania             | 79               |          |         |                        |                        |  |  |       |       |
|  | Alemania             | 79               | Alemania | 71      |                        |                        |  |  |       |       |
|  |                      |                  | Alemania | 71      |                        |                        |  |  |       |       |
|  |                      | Rusia            | 70       |         |                        |                        |  |  |       |       |
|  | Rusia                | Rusia            | 70       | 82      |                        |                        |  |  |       |       |
|  | Rusia                |                  |          | 82      |                        |                        |  |  |       |       |
|  | Estonia              | 61               |          |         |                        |                        |  |  |       |       |
|  | Estonia              | 61               | Rusia    | 84      | Tercer y cuarto puesto | Tercer y cuarto puesto |  |  |       |       |
|  |                      |                  | Rusia    | 84      | Tercer y cuarto puesto | Tercer y cuarto puesto |  |  |       |       |
|  |                      | Croacia          | 76       |         |                        |                        |  |  |       |       |
|  | Croacia              | Croacia          | 76       | 98      | Grecia                 | 59                     |  |  |       |       |
|  | Croacia              |                  |          | 98      | Grecia                 | 59                     |  |  |       |       |
|  | Bosnia y Herzegovina | 78               |          | Croacia | 99                     |                        |  |  |       |       |
|  | Bosnia y Herzegovina | 78               |          |         | 99                     |                        |  |  |       |       |
|  |                      |                  |          |         |                        |                        |  |  |       |       |
|  |                      |                  |          |         |                        |                        |  |  |       |       |

### Puestos del 5 al 8
|  | Puestos del 5 al 8   | Puestos del 5 al 8 |     |                      | Puesto 5 | Puesto 5 |  |
|  |                      |                    |     |                      |          |          |  |
|  |                      |                    |     |                      |          |          |  |
|  |                      |                    |     |                      |          |          |  |
|  | Francia              | 83                 |     |                      |          |          |  |
|  | España               | 95                 |     |                      |          |          |  |
|  |                      |                    |     |                      |          |          |  |
|  |                      |                    |     |                      |          |          |  |
|  |                      |                    |     |                      | Estonia  | 80       |  |
|  |                      | España             | 119 |                      |          |          |  |
|  |                      |                    |     |                      |          |          |  |
|  |                      |                    |     |                      |          |          |  |
|  |                      |                    |     |                      | Puesto 7 |          |  |
|  |                      |                    |     |                      |          |          |  |
|  | Estonia              | 99                 |     | Bosnia y Herzegovina | 75       |          |  |
|  | Bosnia y Herzegovina | 91                 |     |                      | Francia  | 83       |  |

### Cuartos de final
| Fecha    | Partido | Partido | Partido              | Resultado |
| -------- | ------- | ------- | -------------------- | --------- |
| 01.07.93 | Francia | -       | Grecia               | 59-61     |
| 01.07.93 | Rusia   | -       | Estonia              | 82-61     |
| 01.07.93 | España  | -       | Alemania             | 77-79     |
| 01.07.93 | Croacia | -       | Bosnia y Herzegovina | 98-78     |

### Puestos del 5º al 8º
| Fecha    | Partido | Partido | Partido              | Resultado |
| -------- | ------- | ------- | -------------------- | --------- |
| 02.07.93 | Estonia | -       | Bosnia y Herzegovina | 99-91     |
| 02.07.93 | Francia | -       | España               | 83-95     |

### Semifinales
| Fecha    | Partido | Partido | Partido  | Resultado |
| -------- | ------- | ------- | -------- | --------- |
| 02.07.93 | Grecia  | -       | Alemania | 73-76     |
| 02.07.93 | Rusia   | -       | Croacia  | 84-76     |

### Séptimo puesto
| Fecha    | Partido              | Partido | Partido | Resultado |
| -------- | -------------------- | ------- | ------- | --------- |
| 04.07.93 | Bosnia y Herzegovina | -       | Francia | 75-83     |

### Quinto puesto
| Fecha    | Partido | Partido | Partido | Resultado |
| -------- | ------- | ------- | ------- | --------- |
| 04.07.93 | Estonia | -       | España  | 80-119    |

### Tercer puesto
| Fecha    | Partido | Partido | Partido | Resultado |
| -------- | ------- | ------- | ------- | --------- |
| 04.07.93 | Croacia | -       | Grecia  | 99-59     |

### Final
| Fecha    | Partido | Partido | Partido  | Resultado |
| -------- | ------- | ------- | -------- | --------- |
| 04.07.93 | Rusia   | -       | Alemania | 70-71     |

## Medallero
|          |       |         |
| Alemania | Rusia | Croacia |

## Clasificación final
| 1. - Alemania             |
| 2. - Rusia                |
| 3. - Croacia              |
| 4. - Grecia               |
| 5. - España               |
| 6. - Estonia              |
| 7. - Francia              |
| 8. - Bosnia y Herzegovina |
| 9. - Italia               |
| 10. - Letonia             |
| 11. - Turquía             |
| 12. - Bélgica             |
| 13. - Suecia              |
| 14. - Bulgaria            |
| 15. - Israel              |
| 16. - Eslovenia           |

## Plantillas de los 4 primeros clasificados
1. Alemania. Christian Welp, Henning Harnisch, Hansi Gnad, Michael Koch, Gunther Behnke, Henrik Rodl, Stephan Baeck, Kai Nurnberger, Michael Jackel, Moritz Kleine-Brockhoff, Teoman Ozturk, Jens Kujawa (Entrenador: Svetislav Pešić)
2. Rusia. Sergei Bazarevich, Vasili Karasev, Sergei Babkov, Mikhail Mikhailov, Andrei Fetisov, Sergei Panov, Vitali Nosov, Dimitri Chakulin, Maksim Astanin, Vladislav Kondratov, Dimitri Sukharev, Vladimir Gorin (Entrenador: Yuri Selikhov)
3. Croacia. Dino Radja, Žan Tabak, Stojan Vranković, Arijan Komazec, Velimir Perasović, Danko Cvjeticanin, Franjo Arapovic, Vladan Alanovic, Emilio Kovacic, Veljko Mrsic, Ivica Zuric, Alan Gregov (Entrenador: Mirko Novosel)
4. Grecia. Panagiotis Giannakis, Panagiotis Fassoulas, Fanis Christodoulou, Giorgos Sigalas, Lefteris Kakiousis, Nasos Galakteros, Nikos Ekonomou, Kostas Patavoukas, Efthimis Bakatsias, Christos Tsekos, Giannis Papagiannis, Georgios Bosganas (Entrenador: Efthimis Kioumourtzoglou)

## Trofeos individuales

### Mejor jugador (MVP)
- Christian Welp